# Polycynodon
Polycynodon es un género extinto de terápsido terocéfalo del período Pérmico Superior de Sudáfrica. Proviene de la Zona faunística de Cistecephalus. La especie tipo fue primero descrito como Octocynodon elegans por el palentólogo sudafricano Robert Broom en 1940, pero este nombre era ya utilizado para denominar a un género de pez lábrido descrito en 1904. En el año 1948 juntamente con John T. Robinson, Broom propuso el nombre Polycynodon como reemplazo al anterior nombre de Octocynodon elegans. El Polycynodon está clasificado entre los Baurioideos (Baurioidea), sin embargo su relación con otros baurioideos terocéfalos es incierta.